# Coupe de la Ligue portugaise de football 2024-2025
Navigation
Coupe de la Ligue 2023-2024 Coupe de la Ligue 2025-2026
La Coupe de la ligue portugaise de football 2024-2025 (pt : Taça da liga), est la dix-huitième édition de la coupe de la Ligue portugaise de football.

## Déroulement de la compétition

### Format
Le format de cette compétition est modifié à partir de cette saison.
La compétition passe de 34 à 8 équipes et commence par des quarts de finale. Les vainqueurs de ces rencontres dispute un final four avec les demi-finales et la finale disputées en quelques jours dans le même stade.

### Calendrier
| Tour | Nom              | Date                       | Participants |
| 1    | Quarts de finale | 29 - 30 et 31 octobre 2024 | 8            |
| 2    | Demi-finales     | 7 et 8 janvier 2025        | 4            |
| 3    | Finale           | 11 janvier 2025            | 2            |

### Équipes
Au total, 8 équipes s'affronteront dans la Coupe de la Ligue 2024-2025 : 

- Les 6 premières équipes de la Liga Portugal Betclic 2023-2024
- Les 2 premières équipes de la Liga Portugal 2 SABSEG 2023-2024

| Équipes de la Liga Portugal Betclic 2023-2024  | Équipes de la Liga Portugal Betclic 2023-2024 | Équipes de la Liga Portugal Betclic 2023-2024 |
| ---------------------------------------------- | --------------------------------------------- | --------------------------------------------- |
| Sporting CP (1er)                              | SL Benfica (2e)                               | FC Porto (3e)                                 |
| SC Braga (4e)                                  | Vitória SC (5e)                               | Moreirense FC (6e)                            |
| Équipes de la Liga Portugal 2 SABSEG 2023-2024 |                                               |                                               |
| CD Santa Clara (1er)                           | CD Nacional (2e)                              |                                               |

## Résultats

### Tableau
|  | Quarts de finale                                      | Quarts de finale                                      | Quarts de finale                                      | Quarts de finale                                      |             |             | Demi-finales                                          | Demi-finales                                          | Demi-finales                                          | Demi-finales                                          |  |  | Finale                                                 | Finale                                                 | Finale                                                 | Finale                                                 |
|  |                                                       |                                                       |                                                       |                                                       |             |             |                                                       |                                                       |                                                       |                                                       |  |  |                                                        |                                                        |                                                        |                                                        |
|  | 29 octobre 2024 - Estádio José Alvalade XXI, Lisbonne | 29 octobre 2024 - Estádio José Alvalade XXI, Lisbonne | 29 octobre 2024 - Estádio José Alvalade XXI, Lisbonne | 29 octobre 2024 - Estádio José Alvalade XXI, Lisbonne |             |             | 7 janvier 2025 - Estádio Dr. Magalhães Pessoa, Leiria | 7 janvier 2025 - Estádio Dr. Magalhães Pessoa, Leiria | 7 janvier 2025 - Estádio Dr. Magalhães Pessoa, Leiria | 7 janvier 2025 - Estádio Dr. Magalhães Pessoa, Leiria |  |  | 11 janvier 2025 - Estádio Dr. Magalhães Pessoa, Leiria | 11 janvier 2025 - Estádio Dr. Magalhães Pessoa, Leiria | 11 janvier 2025 - Estádio Dr. Magalhães Pessoa, Leiria | 11 janvier 2025 - Estádio Dr. Magalhães Pessoa, Leiria |
|  | 29 octobre 2024 - Estádio José Alvalade XXI, Lisbonne | 29 octobre 2024 - Estádio José Alvalade XXI, Lisbonne | 29 octobre 2024 - Estádio José Alvalade XXI, Lisbonne | 29 octobre 2024 - Estádio José Alvalade XXI, Lisbonne |             |             | 7 janvier 2025 - Estádio Dr. Magalhães Pessoa, Leiria | 7 janvier 2025 - Estádio Dr. Magalhães Pessoa, Leiria | 7 janvier 2025 - Estádio Dr. Magalhães Pessoa, Leiria | 7 janvier 2025 - Estádio Dr. Magalhães Pessoa, Leiria |  |  | 11 janvier 2025 - Estádio Dr. Magalhães Pessoa, Leiria | 11 janvier 2025 - Estádio Dr. Magalhães Pessoa, Leiria | 11 janvier 2025 - Estádio Dr. Magalhães Pessoa, Leiria | 11 janvier 2025 - Estádio Dr. Magalhães Pessoa, Leiria |
|  | Sporting CP                                           | Sporting CP                                           | 3                                                     | 3                                                     |             |             | 7 janvier 2025 - Estádio Dr. Magalhães Pessoa, Leiria | 7 janvier 2025 - Estádio Dr. Magalhães Pessoa, Leiria | 7 janvier 2025 - Estádio Dr. Magalhães Pessoa, Leiria | 7 janvier 2025 - Estádio Dr. Magalhães Pessoa, Leiria |  |  | 11 janvier 2025 - Estádio Dr. Magalhães Pessoa, Leiria | 11 janvier 2025 - Estádio Dr. Magalhães Pessoa, Leiria | 11 janvier 2025 - Estádio Dr. Magalhães Pessoa, Leiria | 11 janvier 2025 - Estádio Dr. Magalhães Pessoa, Leiria |
|  | Sporting CP                                           | Sporting CP                                           | 3                                                     | 3                                                     |             |             | 7 janvier 2025 - Estádio Dr. Magalhães Pessoa, Leiria | 7 janvier 2025 - Estádio Dr. Magalhães Pessoa, Leiria | 7 janvier 2025 - Estádio Dr. Magalhães Pessoa, Leiria | 7 janvier 2025 - Estádio Dr. Magalhães Pessoa, Leiria |  |  | 11 janvier 2025 - Estádio Dr. Magalhães Pessoa, Leiria | 11 janvier 2025 - Estádio Dr. Magalhães Pessoa, Leiria | 11 janvier 2025 - Estádio Dr. Magalhães Pessoa, Leiria | 11 janvier 2025 - Estádio Dr. Magalhães Pessoa, Leiria |
|  | CD Nacional                                           | CD Nacional                                           | 1                                                     | 1                                                     |             |             | 7 janvier 2025 - Estádio Dr. Magalhães Pessoa, Leiria | 7 janvier 2025 - Estádio Dr. Magalhães Pessoa, Leiria | 7 janvier 2025 - Estádio Dr. Magalhães Pessoa, Leiria | 7 janvier 2025 - Estádio Dr. Magalhães Pessoa, Leiria |  |  | 11 janvier 2025 - Estádio Dr. Magalhães Pessoa, Leiria | 11 janvier 2025 - Estádio Dr. Magalhães Pessoa, Leiria | 11 janvier 2025 - Estádio Dr. Magalhães Pessoa, Leiria | 11 janvier 2025 - Estádio Dr. Magalhães Pessoa, Leiria |
|  | CD Nacional                                           | CD Nacional                                           | 1                                                     | 1                                                     | Sporting CP | Sporting CP | 1                                                     | 1                                                     |                                                       |                                                       |  |  | 11 janvier 2025 - Estádio Dr. Magalhães Pessoa, Leiria | 11 janvier 2025 - Estádio Dr. Magalhães Pessoa, Leiria | 11 janvier 2025 - Estádio Dr. Magalhães Pessoa, Leiria | 11 janvier 2025 - Estádio Dr. Magalhães Pessoa, Leiria |
|  | 31 octobre 2024 - Estádio Municipal de Aveiro, Aveiro |                                                       |                                                       |                                                       | Sporting CP | Sporting CP | 1                                                     | 1                                                     |                                                       |                                                       |  |  | 11 janvier 2025 - Estádio Dr. Magalhães Pessoa, Leiria | 11 janvier 2025 - Estádio Dr. Magalhães Pessoa, Leiria | 11 janvier 2025 - Estádio Dr. Magalhães Pessoa, Leiria | 11 janvier 2025 - Estádio Dr. Magalhães Pessoa, Leiria |
|  |                                                       |                                                       | FC Porto                                              | FC Porto                                              | 0           | 0           |                                                       |                                                       |                                                       |                                                       |  |  | 11 janvier 2025 - Estádio Dr. Magalhães Pessoa, Leiria | 11 janvier 2025 - Estádio Dr. Magalhães Pessoa, Leiria | 11 janvier 2025 - Estádio Dr. Magalhães Pessoa, Leiria | 11 janvier 2025 - Estádio Dr. Magalhães Pessoa, Leiria |
|  | FC Porto                                              | FC Porto                                              | FC Porto                                              | FC Porto                                              | 0           | 0           | 2                                                     | 2                                                     |                                                       |                                                       |  |  | 11 janvier 2025 - Estádio Dr. Magalhães Pessoa, Leiria | 11 janvier 2025 - Estádio Dr. Magalhães Pessoa, Leiria | 11 janvier 2025 - Estádio Dr. Magalhães Pessoa, Leiria | 11 janvier 2025 - Estádio Dr. Magalhães Pessoa, Leiria |
|  | FC Porto                                              | FC Porto                                              | 8 janvier 2025 - Estádio Dr. Magalhães Pessoa, Leiria |                                                       |             |             | 2                                                     | 2                                                     |                                                       |                                                       |  |  | 11 janvier 2025 - Estádio Dr. Magalhães Pessoa, Leiria | 11 janvier 2025 - Estádio Dr. Magalhães Pessoa, Leiria | 11 janvier 2025 - Estádio Dr. Magalhães Pessoa, Leiria | 11 janvier 2025 - Estádio Dr. Magalhães Pessoa, Leiria |
|  | Moreirense FC                                         | Moreirense FC                                         | 0                                                     | 0                                                     |             |             |                                                       |                                                       |                                                       |                                                       |  |  | 11 janvier 2025 - Estádio Dr. Magalhães Pessoa, Leiria | 11 janvier 2025 - Estádio Dr. Magalhães Pessoa, Leiria | 11 janvier 2025 - Estádio Dr. Magalhães Pessoa, Leiria | 11 janvier 2025 - Estádio Dr. Magalhães Pessoa, Leiria |
|  | Moreirense FC                                         | Moreirense FC                                         | 0                                                     | 0                                                     | Sporting CP | Sporting CP | 1 tab (6)                                             | 1 tab (6)                                             |                                                       |                                                       |  |  |                                                        |                                                        |                                                        |                                                        |
|  | 30 octobre 2024 - Estádio da Luz, Lisbonne            |                                                       |                                                       |                                                       | Sporting CP | Sporting CP | 1 tab (6)                                             | 1 tab (6)                                             |                                                       |                                                       |  |  |                                                        |                                                        |                                                        |                                                        |
|  |                                                       |                                                       | SL Benfica                                            | SL Benfica                                            | 1 tab (7)   | 1 tab (7)   |                                                       |                                                       |                                                       |                                                       |  |  |                                                        |                                                        |                                                        |                                                        |
|  | SL Benfica                                            | SL Benfica                                            | SL Benfica                                            | SL Benfica                                            | 1 tab (7)   | 1 tab (7)   | 3                                                     | 3                                                     |                                                       |                                                       |  |  |                                                        |                                                        |                                                        |                                                        |
|  | SL Benfica                                            | SL Benfica                                            |                                                       |                                                       |             |             |                                                       |                                                       |                                                       |                                                       |  |  |                                                        |                                                        |                                                        |                                                        |
|  | CD Santa Clara                                        | CD Santa Clara                                        | 0                                                     | 0                                                     |             |             |                                                       |                                                       |                                                       |                                                       |  |  |                                                        |                                                        |                                                        |                                                        |
|  | CD Santa Clara                                        | CD Santa Clara                                        | 0                                                     | 0                                                     | SL Benfica  | SL Benfica  | 3                                                     | 3                                                     |                                                       |                                                       |  |  |                                                        |                                                        |                                                        |                                                        |
|  | 31 octobre 2024 - Estádio Municipal de Braga, Braga   |                                                       |                                                       |                                                       | SL Benfica  | SL Benfica  | 3                                                     | 3                                                     |                                                       |                                                       |  |  |                                                        |                                                        |                                                        |                                                        |
|  |                                                       |                                                       | SC Braga                                              | SC Braga                                              | 0           | 0           |                                                       |                                                       |                                                       |                                                       |  |  |                                                        |                                                        |                                                        |                                                        |
|  | SC Braga                                              | SC Braga                                              | SC Braga                                              | SC Braga                                              | 0           | 0           | 2                                                     | 2                                                     |                                                       |                                                       |  |  |                                                        |                                                        |                                                        |                                                        |
|  | SC Braga                                              | SC Braga                                              |                                                       |                                                       |             |             |                                                       | 2                                                     |                                                       |                                                       |  |  |                                                        |                                                        |                                                        |                                                        |
|  | Vitória SC                                            | Vitória SC                                            | 1                                                     | 1                                                     |             |             |                                                       |                                                       |                                                       |                                                       |  |  |                                                        |                                                        |                                                        |                                                        |
|  | Vitória SC                                            | Vitória SC                                            | 1                                                     | 1                                                     |             |             |                                                       |                                                       |                                                       |                                                       |  |  |                                                        |                                                        |                                                        |                                                        |
|  |                                                       |                                                       |                                                       |                                                       |             |             |                                                       |                                                       |                                                       |                                                       |  |  |                                                        |                                                        |                                                        |                                                        |

### Quarts de finale
| 29 octobre 2024 | Sporting CP                                       | 3 - 1   | CD Nacional | Estádio José Alvalade XXI, Lisbonne              |                                                  |
|                 | Hjulmand 53e · Gyökeres 65e (pen.) · Gyökeres 70e | (0 - 0) | 53e Macedo  | Spectateurs : 32 622 Arbitrage : Hélder Carvalho | Spectateurs : 32 622 Arbitrage : Hélder Carvalho |
|                 | Rapport                                           |         |             | Spectateurs : 32 622 Arbitrage : Hélder Carvalho | Spectateurs : 32 622 Arbitrage : Hélder Carvalho |

| 30 octobre 2024 | SL Benfica                      | 3 - 0   | CD Santa Clara | Estádio da Luz, Lisbonne                         |                                                  |
|                 | Di María 71e · Pavlídis 76e 80e | (0 - 0) |                | Spectateurs : 48 639 Arbitrage : Hélder Malheiro | Spectateurs : 48 639 Arbitrage : Hélder Malheiro |
|                 | Rapport                         |         |                | Spectateurs : 48 639 Arbitrage : Hélder Malheiro | Spectateurs : 48 639 Arbitrage : Hélder Malheiro |

| 31 octobre 2024 | SC Braga                       | 2 - 1   | Vitória SC | Estádio Municipal de Braga, Braga               |                                                 |
|                 | Niakaté 22e · Bruma 75e (pen.) | (1 - 1) | 10e Santos | Spectateurs : 9 663 Arbitrage : Fábio Veríssimo | Spectateurs : 9 663 Arbitrage : Fábio Veríssimo |
|                 | Rapport                        |         |            | Spectateurs : 9 663 Arbitrage : Fábio Veríssimo | Spectateurs : 9 663 Arbitrage : Fábio Veríssimo |

| 31 octobre 2024 | FC Porto                       | 2 - 0   | Moreirense FC | Estádio Municipal de Aveiro, Aveiro             |                                                 |
|                 | Buta 34e (csc) · Eustáquio 61e | (1 - 0) |               | Spectateurs : 3 340 Arbitrage : Gustavo Correia | Spectateurs : 3 340 Arbitrage : Gustavo Correia |
|                 | Rapport                        |         |               | Spectateurs : 3 340 Arbitrage : Gustavo Correia | Spectateurs : 3 340 Arbitrage : Gustavo Correia |

### Demi-finales
| 7 janvier 2025 | Sporting CP  | 1 - 0   | FC Porto | Estádio Dr. Magalhães Pessoa, Leiria           |                                                |
|                | Gyökeres 56e | (0 - 0) |          | Spectateurs : 20 007 Arbitrage : António Nobre | Spectateurs : 20 007 Arbitrage : António Nobre |
|                | Rapport      |         |          | Spectateurs : 20 007 Arbitrage : António Nobre | Spectateurs : 20 007 Arbitrage : António Nobre |

| 8 janvier 2025 | SL Benfica                      | 3 - 0   | SC Braga | Estádio Dr. Magalhães Pessoa, Leiria             |                                                  |
|                | Di María 26e 36e · Carreras 27e | (3 - 0) |          | Spectateurs : 19 917 Arbitrage : Cláudio Pereira | Spectateurs : 19 917 Arbitrage : Cláudio Pereira |
|                | Rapport                         |         |          | Spectateurs : 19 917 Arbitrage : Cláudio Pereira | Spectateurs : 19 917 Arbitrage : Cláudio Pereira |

### Finale
| 11 janvier 2025                                                   | Sporting CP         | 1 - 1                                                                        | SL Benfica      | Estádio Dr. Magalhães Pessoa, Leiria           |                                                |
|                                                                   | Gyökeres 42e (pen.) | (1 - 1)                                                                      | 29e Schjelderup | Spectateurs : 20 736 Arbitrage : João Pinheiro | Spectateurs : 20 736 Arbitrage : João Pinheiro |
|                                                                   | Rapport             |                                                                              |                 | Spectateurs : 20 736 Arbitrage : João Pinheiro | Spectateurs : 20 736 Arbitrage : João Pinheiro |
| Gyökeres · Hjulmand · Harder · Araújo · Debast · Quenda · Trincão | Tirs au but 6 - 7   | Di María · Amdouni · Otamendi · Aktürkoğlu · Sanches · Barreiro · Florentino |                 | Spectateurs : 20 736 Arbitrage : João Pinheiro | Spectateurs : 20 736 Arbitrage : João Pinheiro |